# کان‌سینو
کان‌سینو (انگلیسی: Convidecia) واکسنی برای ایمنی در برابر ویروس کرونا است. که به‌صورت تک‌دوزی نیز ایمنی نسبی در برابر بیماری ایجاد می‌کند. تزریق تک‌دوز این واکسن می‌تواند محافظت و ایمنی شش‌ماهه در بدن فرد در برابر کرونا ایجاد کند و دیگر نیازی به تزریق واکسن اضافی در طول این ۶ ماه نیست.
شرکت «کانسینو بایولاجیکس»، مدعی شده‌است که در صورت تزریق دوز تقویت‌کننده، این واکسن ایمنی تا دوساله در برابر کرونا در بدن افراد ایجاد می‌کند.
چین قابلیت تولید پانصد میلیون دوز از این واکسن را به‌صورت سالانه دارد و این ظرفیت می‌تواند نیاز به واکسن پانصد میلیون نفر را پوشش دهد. حق انحصاری شرکت کان‌سینو به رسمیت شناخته‌شده‌است، مقر این شرکت در تیان جین واقع در شرق چین قرار دارد و مطابق اعلام رسانه دولتی چین، ثبت حق امتیاز انحصاری تولید این واکسن از سوی دولت این کشور صورت گرفته‌است و برای استفاده در ارتش چین تأیید شده‌است. این واکسن‌ها پس از اثبات کارآزموده‌های بالینی و عملکرد صحیح، تأییدیه‌های قانونی را به‌دست آورده‌اند.
شرکت‌های تولیدکننده واکسن معمولاً برای به‌دست آوردن تأییدیه قانونی برای استفاده انبوه، باید داده‌ها را در مراحل آخر در آزمایش‌هایی در مقیاس بسیار بزرگ جمع‌آوری کنند. واکسن کانسینو این قابلیت را دارد که در دمای دو الی هشت درجه سانتی‌گراد نیز ذخیره و حمل شود که این امر، توزیع و تزریق آن در کشورهای درحال‌توسعه آسان‌تر می‌کند.
پژوهشگران چینی قصد دارند از این واکسن کرونا که ساخت شرکت «کان‌سینو بایولوجیکز» است، به‌عنوان واکسن یادآور نیز برای افرادی که قبلاً سایر واکسن‌ها را دریافت کرده‌بودند، استفاده کنند.